# Time After Time
«Time After Time» — песня американской певицы Синди Лопер с её дебютного студийного альбома She's So Unusual (1984).
Сингл с этой песней стал международным хитом, достиг первого места в Канаде и США (Billboard Hot 100, 9 июня 1984, 2 недели № 1), став наиболее коммерчески успешным хитом певицы после сингла «Girls Just Want to Have Fun», а также достиг третьего места в Великобритании (UK Singles Chart) и шестого в Австралии (ARIA Singles Chart). Журнал Rolling Stone и канал MTV в своём списке 100 Greatest Pop Songs ранжировали песню под № 66.
«Time After Time» была номинирована на премию Грэмми в категории Лучшая песня года на церемонии 1985 года, где певица, в том числе и благодаря этой песне, получила награду как Лучший новый исполнитель года. Песня была положительно принята музыкальными критиками. Например, Скотт Фломан (Scott Floman, музкритик журнала Goldmine) описывал песню как «одну из лучших баллад десятилетия».

## Награды и номинации
Награды
- 1984 — American Video Awards for Best Female Performance
- 1984 — American Video Awards for Best Pop Video
- 1984 — BMI Awards for Pop Award
- 1984 — Billboard Awards for Best Female Performance
- 1985 — Pro Canada Awards for Most Performed Foreign Song
- 2008 — BMI Millionaire Award for 5 Million Spins on US Radio
- 2009 — BMI Awards for Pop Award

Номинации
- 1984 — MTV Video Music Award for Best New Artist
- 1984 — MTV Video Music Award for Best Female Video
- 1984 — MTV Video Music Award for Best Direction
- 1985 — Grammy Award for Song of the Year

### Итоговые списки лучших синглов
| Год  | Организация   | Список                              | Работа            | Ранг |
| ---- | ------------- | ----------------------------------- | ----------------- | ---- |
| 2000 | Rolling Stone | 100 Greatest Pop Songs              | «Time After Time» | #66  |
| 2000 | MTV           | 100 Greatest Pop Songs              | «Time After Time» | #66  |
| 2003 | VH1           | 100 Best Songs of the Past 25 Years | «Time After Time» | #22  |
| 2006 | VH1           | 100 Greatest Songs of the 80’s      | «Time After Time» | #19  |

## Позиции в хит-парадах
| Чарт (1984)                        | Высшая позиция |
| ---------------------------------- | -------------- |
| Австралия (Kent Music Report)      | 6              |
| Австрия (Ö3 Austria Top 40)        | 5              |
| Бельгия/Фландрия (Ultratop 50)     | 3              |
| Бельгия (VRT Top 30 Flanders)      | 3              |
| Канада (RPM Top Singles)           | 1              |
| Канада (RPM Adult Contemporary)    | 1              |
| Канада (CHUM)                      | 2              |
| Франция (SNEP)                     | 9              |
| Германия (GfK)                     | 6              |
| Ирландия (IRMA)                    | 2              |
| Italy (FIMI)                       | 5              |
| Нидерланды (Single Top 100)        | 8              |
| Нидерланды (Dutch Top 40)          | 5              |
| Новая Зеландия (Recorded Music NZ) | 3              |
| South Africa (Springbok Radio)     | 25             |
| Швеция (Sverigetopplistan)         | 10             |
| Швейцария (Schweizer Hitparade)    | 7              |
| Великобритания (OCC UK Singles)    | 3              |
| США (Billboard Hot 100)            | 1              |
| США (Billboard Adult Contemporary) | 1              |
| США (Billboard Mainstream Rock)    | 10             |
| US Cash Box Top 100                | 1              |

| Чарт (1984)                                    | Позиция |
| ---------------------------------------------- | ------- |
| Великобритания (Gallup Poll)                   | 25      |
| США (Billboard Top Adult Contemporary Singles) | 4       |

## Сертификация
| Регион | Сертификация  | Продажи   |
| --- | ------------- | --------- |
| Канада (Music Canada) · physical | Платиновый    | 100 000^  |
| Дания (IFPI Danmark) | Золотой       | 45 000    |
| Италия (FIMI) · sales since 2009 | Золотой       | 25 000    |
| Япония (RIAJ) · digital | Золотой       | 100 000*  |
| Португалия (AFP) | Золотой       | 20 000    |
| Великобритания (BPI) · digital sales since 2005 | Золотой       | 400 000   |
| Великобритания (BPI) · physical sales – 1984 | Серебряный    | 250 000^  |
| США (RIAA) | 5× Платиновый | 5 000 000 |
| * Данные о продажах приведены только на основе сертификации. · ^ Данные о тиражах приведены только на основе сертификации. · Данные о продажах + прослушиваниях приведены только на основе сертификации. |               |           |

## Другие версии
- В 1996 году группа U96 использовала музыкальную часть припева песни (убыстрив её и наложив другие слова) для композиции Heaven (1996)[40]: позиция № 2 в Австрии, № 7 в Финляндии, № 4 в Германии, № 15 в Голландии, № 5 в Норвегии, № 5 в Швеции и № 16 в Швейцарии.
- Novaspace: Novaspace (2002)[41]: позиция № 6 в Германии, № 7 в Австрии и № 15 в Австралии.
- 1998 год. Американская исполнительница R&B певица INOJ записала свою версию в 1998 году и она заняла № 6 в чарте Billboard Hot 100[42]. Видеоклип этой версии впервые был показан на BET и на The Box[43].
- Апрель 2011 года. На теле-шоу The Voice, исполнитель Javier Colon представил акустическую версию песни во время слепых прослушиваний. Студийная версия этой записи достигла № 65 в чартах Billboard Hot 100 Chart[44], № 41 в Digital Songs chart[45], № 16 в R&B/Hip-Hop Digital Songs[46], и № 4 в Top Heatseekers chart[47].
- Июнь 2016 года. Ben Weighill[48].
- Июль 2016 года. The Lovelocks, канадский женский кантри-дуэт (Ali Raney + Zoe Neuman) и номинант на CCMA® выпустил свой кавер «Time After Time»[49][50].